# Château de Filières
Le château de Filières est une demeure, reconstruite vers 1780, qui se dresse sur le territoire de la commune française de Gommerville, dans le département de la Seine-Maritime, en région Normandie.
Le château, propriété privée ouverte à la visite, est totalement protégé aux monuments historiques.

## Localisation
Le château est situé, à 2 km de Saint-Romain-de-Colbosc et à une quinzaine de kilomètres du Havre, sur la commune de Gommerville, dans le département français de la Seine-Maritime.

## Historique

### XVesiècle
En 1467, Jehan de Filières achète les fiefs du Bas sis à Gommerville et y fait probablement édifier une grande maison, située au centre de la cour d'honneur actuelle, entourée par les douves. Le château précédent avait été détruit pendant la guerre de Cent Ans.

### XVIeetXVIIesiècles
Le domaine échoit en 1564 à son arrière-petit-fils, Adrien de Filières, écuyer. Vers 1591, le château est brûlé par le marquis de Villars, gouverneur du Havre, qui tenait alors le parti de la Ligue. Un nouveau château, de style Henri IV, est construit vers 1599 par Catherine Le Canu, nièce d'Adrien de Filières.

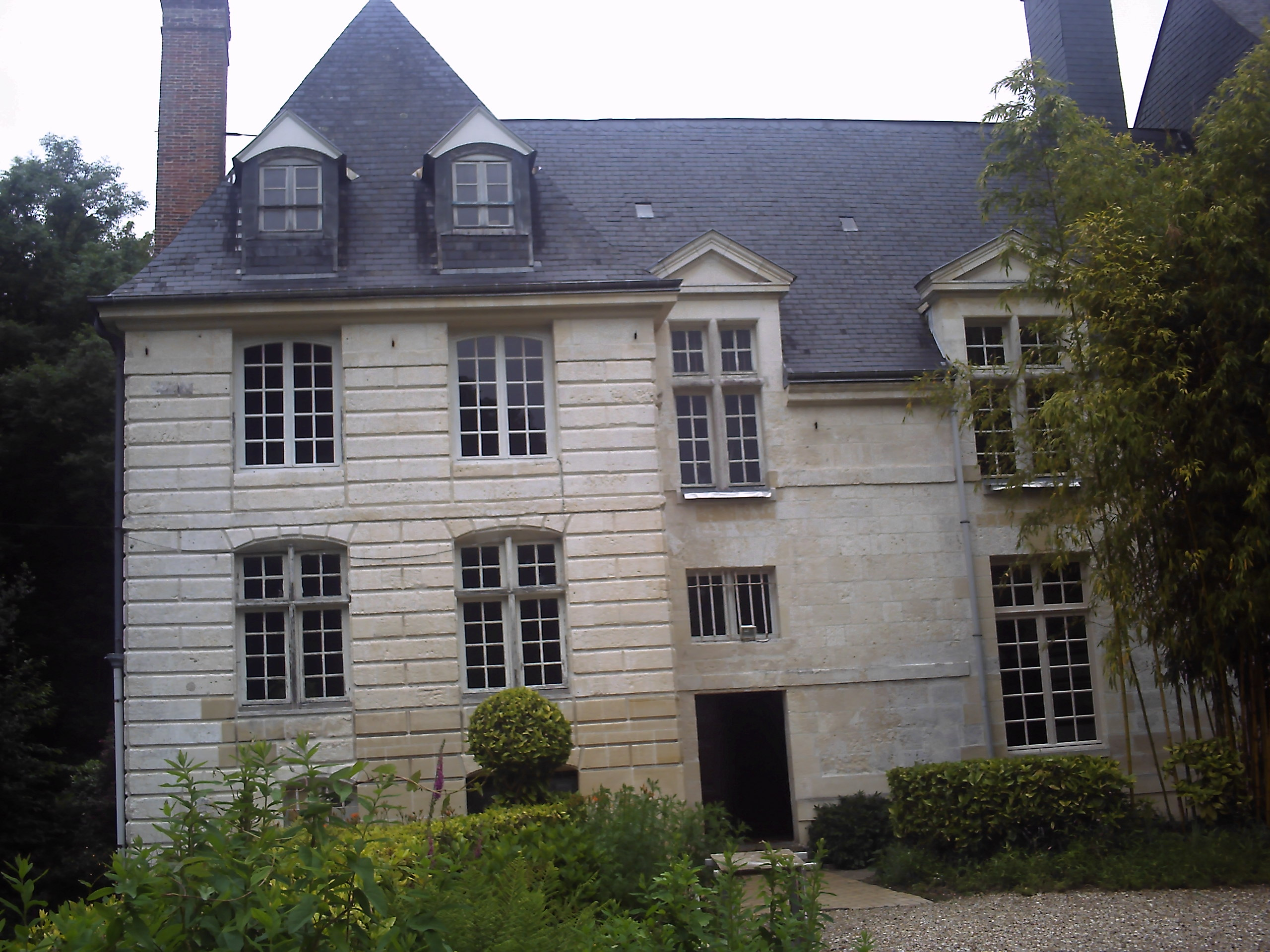
La partie.

### XVIIIesiècle
Au XVIIIe siècle, Louise-Catherine Chardon de Filières, héritière du domaine, et son fils,  Alexandre Eudes de Catteville, marquis de Mirville, chevalier de Saint-Louis et maréchal de camp des armées du roi dans la Gendarmerie royale, décident d'abattre le château du moment pour édifier une demeure en pierre blanche, sur des plans attribués à Victor Louis, plus digne de son rang. Les travaux sont réalisés en 1768, mais ne portèrent pas sur la totalité de l'édifice, en effet, dès la passation des travaux en 1767 avec l’entrepreneur local Aubrée, le pavillon gauche du château Henri IV devait être conservé. La Révolution n’a donc pas arrêté les travaux comme le veut la légende. Le château est entouré par des douves du XVe siècle.

### XXeetXXIesiècles
Durant l'occupation, des officiers allemands s’y installèrent et construisirent dans le parc une rampe de lancement de V1. Elle ne fut jamais utilisée ; son soubassement est toujours visible. Pendant la guerre, le château est constitué en un site naturel classé. Il est ouvert à la visite.
Filières n’a jamais été vendu depuis l'acquisition des fiefs du Bas en 1467 par Jehan de Filières. Le marquis de Persan, descendant de Jehan de Filières, et dont la mère est née Hocquart de Turtot, en est le propriétaire actuel. Son épouse, Marie-Louise de Persan, y a amassé une collection de vêtements. La marquise de Persan est morte le 11 mai 2021.

Blason du marquis de Persan, actuel châtelain de Filières.

### Listes des propriétaires successifs
- Jehan de Filières, écuyer, anobli par la charte des francs-fiefs en 1471, † av. 1490,
- Pierre de Filières, son fils,
- Jehan de Filières, † 1516, son fils,
- Madeleine de Filières, sa fille, † 1564, et Robert des Mesnils et Charles de Goustimesnil
- Adrien de Filières, son cousin germain,
- Agnès de Filières, sa sœur, et Jean Le Canu de Froiderue
- Catherine Le Canu de Froiderue, leur fille et Charles de Goustimesnil et Jehan Le Terrier
- Catherine Le Terrier, leur fille, et Laurent Marc de Saint-Léger
- Marguerite Le Georgelier, petite-fille de Catherine Le Canu, ×1662 Robert Chardon, seigneur de La Mauvaisinière
- Jacques Chardon de Filières leur fils (1668-1744) ×1713 Jeanne Catherine Françoise Dumont († 1725)
- Louise Chardon de Filières leur fille (1716-1801) ×1732 Jacques Eudes de Catteville, marquis de Mirville (1709-1759)
- Alexandre, marquis de Mirville leur fils (1735-1811) ×1762 Louise-Charlotte de La Pierre de Frémeur (1740-1818)
- Pierre, marquis de Mirville leur fils (1768-1848) ×1797 Agathe de Bouthillier-Chavigny (1777-1855)
- Jules, marquis de Mirville leur fils (1802-) ×1831 Mathilde de La Pallu (1806-1842)
- Blanche de Mirville (1838-1925) leur fille ×1864 Henri, comte Hocquart de Turtot (1825-1901)
- Gisèle Hocquart de Turtot (1904-1986) leur petite-fille ×1926 Charles Doublet de Bandeville, marquis de Persan (1887-1962)
- Bonguy Doublet de Bandeville, marquis de Persan leur fils (° 1934) ×1963 Marie-Louise Bottot-Régley, styliste.

### Personnages notables
Antoine Hocquart de Turtot, grand-oncle de l'actuel propriétaire, fut directeur des champs de courses de Deauville et créa le PMU en 1931.
Le marquis de Mirville : ses travaux sur le spiritisme et la thaumaturgie ont été publiés au XIXe siècle et restent aujourd'hui une référence en matière de recherche sur les sciences occultes.

## Protection
Au titre des monuments historiques :
- le château, à l'exception des parties classées, et son parc sont inscrits  par arrêté du 31 mai 1946 ;
- les deux salons et la salle à manger sont classés par arrêté du 13 décembre 1947.

### Site naturel
Le château de Filières et ses abords constituent un site naturel classé par arrêté du 23 octobre 1942.

## Visite
Le château composé d'une façade des XVIe et XVIIIe siècles est régulièrement ouvert à la visite et les visiteurs peuvent y découvrir :
- la façade de pierre blanche XVIIIe siècle surmontée d'un très riche fronton sculpté, comportant des armoiries. Celles-ci prennent la forme de deux blasons : Eudes de Catteville de Mirville et Chardon de Filières. Ils sont encadrés et accompagnés de licornes et de bombardes, et de différents symboles tels que l'insigne de l'ordre royal de Saint-Louis et d'oriflammes ;
- l'enfilade des salons du rez-de-chaussée. Le grand-salon possède des dessus-de-portes symbolisant les quatre arts et attribués à Ingres (père). La bibliothèque contient une impressionnante collection de livres parmi lesquels se trouvent les écrits du marquis de Mirville sur les esprits ;
- des éléments architecturaux tantôt XVIe siècle, tantôt XVIIIe siècle (façade en pierre de taille, escaliers, fenêtre) ;
- le parc à la française, planté de rhododendrons de différentes variétés et d'arbres plusieurs fois centenaires, ainsi qu'une longue allée de hêtres appelée « la Cathédrale » ;
- le colombier et la remise aux attelages (extérieurs uniquement) ;
- les vestiges d'une rampe de lancement de V1 construite par les Allemands en 1940 ;
- la tombe d'Elisabeth Aspinwall morte le 12 octobre 1783, mariée à William Neville Hart gentilhomme anglais, membre du parlement de Grande-Bretagne.

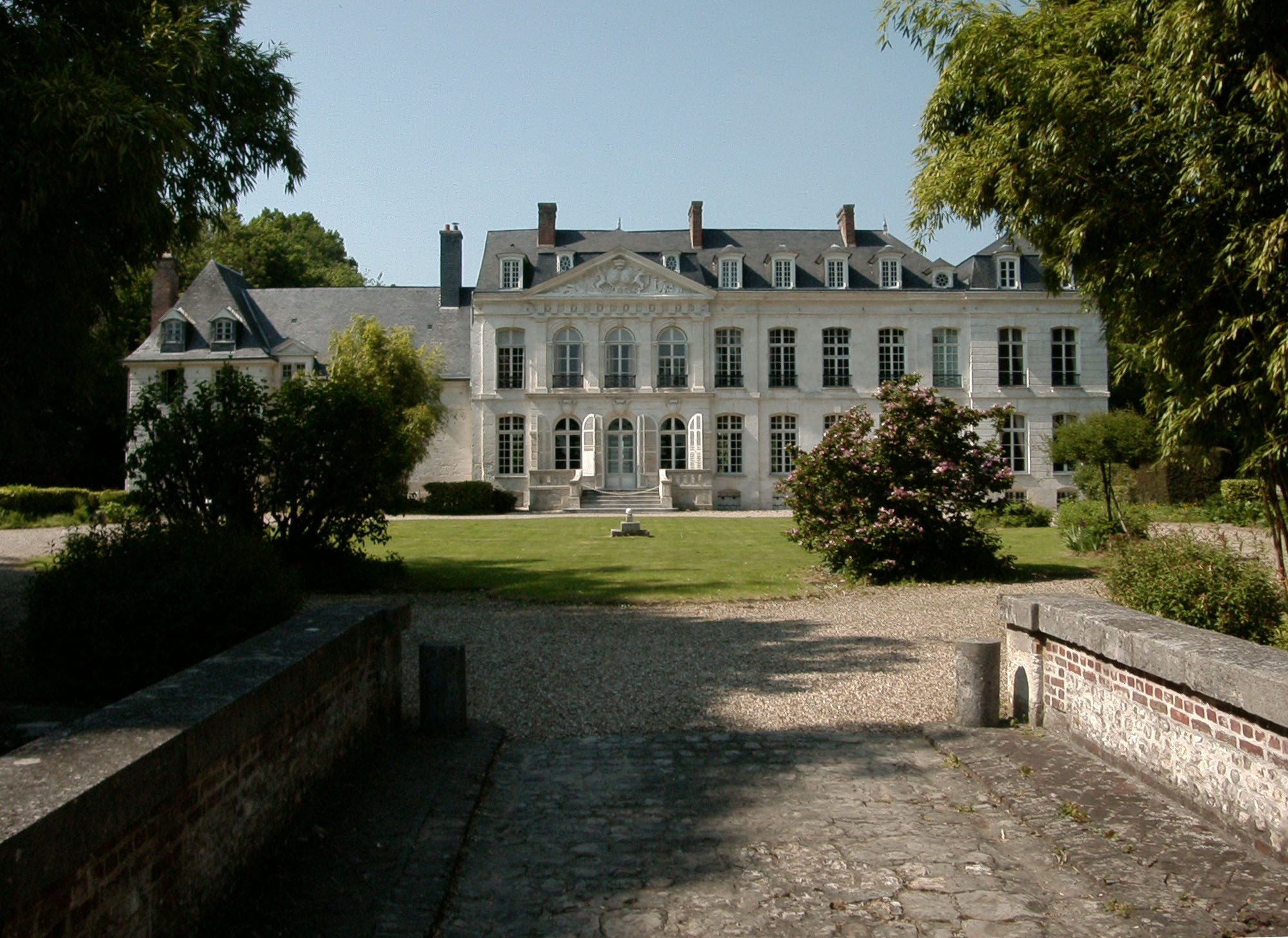
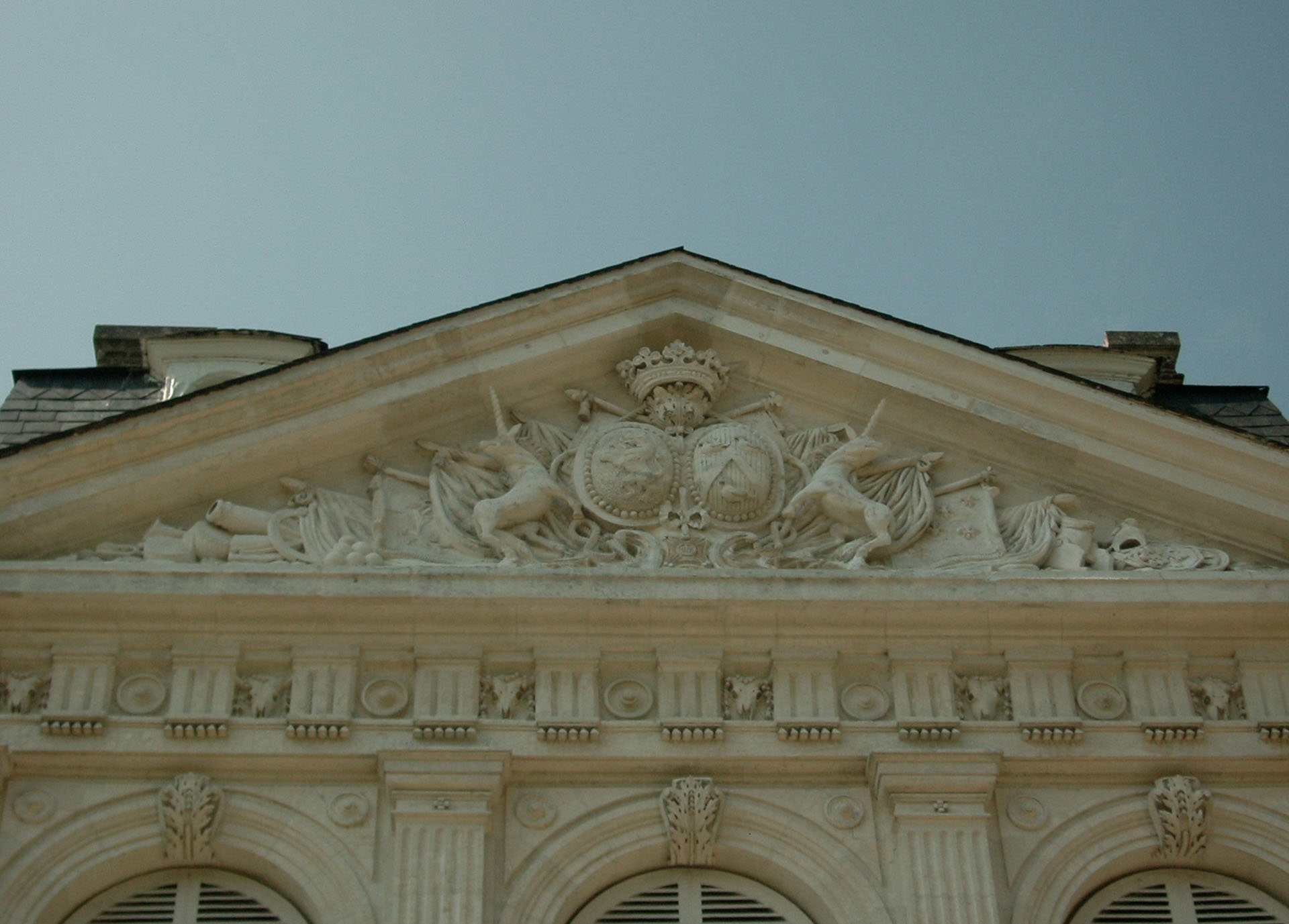

## Pour approfondir